# Peter Madsen
Peter Planch Madsen (Roskilde, 1978. április 26. –), dán válogatott labdarúgó.
A dán válogatott tagjaként részt vett a 2002-es világbajnokságon és a 2004-es Európa-bajnokságon.

## Sikerei, díjai
Brøndby
- Dán bajnok (2): 1997–98, 2001–02
- Dán kupagyőztes (2): 1997–98, 2002–03
- Dán szuperkupagyőztes (1): 2002

Egyéni
- A dán bajnokság gólkirálya (1): 2001–02 (22 gól)